# Distretto di Grandson
Il distretto di Grandson è stato un distretto del Canton Vaud, in Svizzera. Confinava con i distretti di Yverdon e di Orbe a sud, con la Francia (dipartimento del Doubs nella Franca Contea) a ovest, con il Canton Neuchâtel (distretti di Val-de-Travers a nord e di Boudry a est), con il Canton Friburgo (distretto di Broye) a sud-est. Il capoluogo era Grandson. Comprendeva una parte del lago di Neuchâtel.
In seguito alla riforma territoriale entrata in vigore nel 2008 il distretto è stato soppresso e i suoi comuni sono entrati a far parte del distretto del Jura-Nord vaudois.
Amministrativamente era diviso in 3 circoli e 20 comuni:

## Concise
- Bonvillars
- Concise
- Corcelles-près-Concise
- Fontanezier
- Mutrux
- Onnens
- Provence

## Grandson
- Champagne
- Fiez
- Fontaines-sur-Grandson
- Giez
- Grandevent
- Grandson
- Mauborget
- Novalles
- Romairon
- Vaugondry

## Sainte-Croix
- Bullet
- Sainte-Croix

## Divisioni
- 1844: Fiez → Fiez, Villars-Burquin